# Lola im Technoland
Lola im Technoland (Originaltitel: Clubbed to Death (Lola)) ist ein französischer Spielfilm aus dem Jahr 1996. Der Titel bezieht sich auf das Musikstück "Clubbed to Death" von Rob Dougan, welches gleichzeitig die Titelmelodie des Films ist.

## Handlung
In Paris fährt Lola mit ihrer Freundin in einem Bus. Nachdem ihre Freundin ausgestiegen ist, schläft Lola ein und wacht erst in der Endstation wieder auf.
Eine Rückfahrt gibt es bis zum nächsten Morgen nicht mehr, so ist sie gezwungen, an der Endstation zu verweilen. In dem Pariser Vorstadtviertel entdeckt sie schließlich einen Nachtclub, den sie besucht. So lernt sie die Unterwelt mit ihren Techno-Raves, Sex und Drogen kennen. Sie verliebt sich in den ehemaligen Boxkämpfer Emir. Am nächsten Morgen kehrt Lola nach Hause zurück. Doch die Faszination für die Musik, Emir und Saida lässt sie nicht mehr los.
Emir ist drogensüchtig und lebt mit Saida und seinem Bruder Ismael in einem heruntergekommenen Wohnblock. Nachdem Lola von seiner Sucht erfährt, wendet sie sich von Emir ab. Emir nimmt das zum Anlass, um gegen seine Drogensucht und für die Liebe zu Lola zu kämpfen. Um seine Schulden zu begleichen, soll Emir noch einmal gegen seinen Bruder boxen.

## Kritik
„Ein ebenso suggestiver wie hellsichtiger Film, der sich traditionellen Erzählmustern verweigert. Er beleuchtet mit ungeschminkten Bildern viele Facetten der Clubszene und artikuliert inmitten aller Tristesse und Weltflucht eine schwer begründbare Zuversicht.“